# 全國抵抗委員會
全國抵抗委員會（法語：Conseil National de la Résistance，缩写为CNR) 是在二戰時期(1943年中期)負責指導和協調所有法國抵抗運動、媒體、工會、政黨，以及前维希政權成員進行抵抗活動的組織。

## 背景

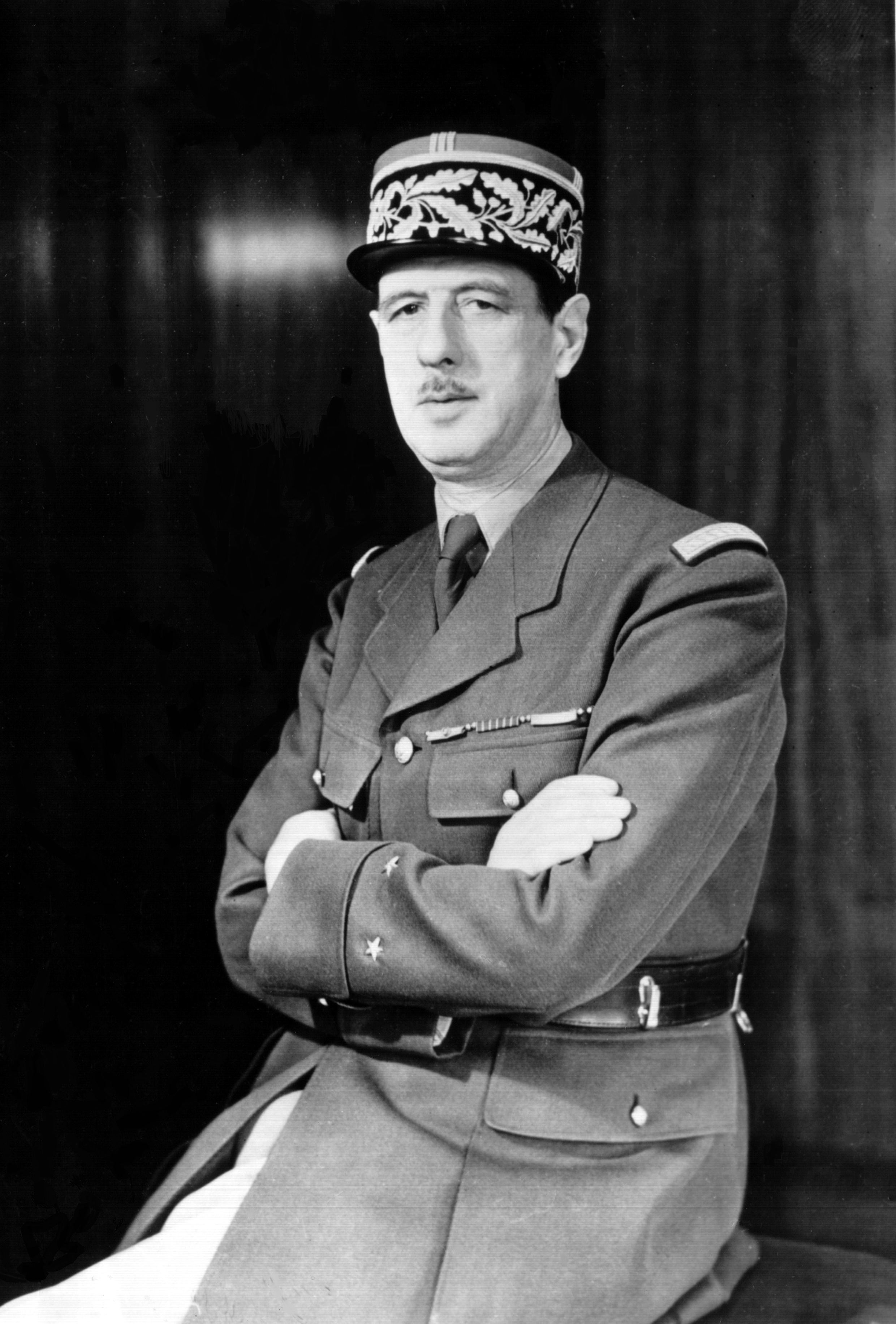
夏爾·戴高樂,1942年

自從德軍在1940年6月佔領法國之後，各種抵抗運動開始興起反抗德國的統治，比如法蘭西義勇游擊隊和其他效忠於法國共產黨的地下組織，這些被稱為馬基斯的地下組織多半各自行事，導致反抗德國佔領者的行動幾乎是事倍功半、成效不彰。zizi

## 抵抗運動戰士的會議
當時流亡於倫敦，並獲英國承認的法國流亡政府領袖夏爾·戴高樂開始尋求組成一個統一的抵抗運動委員會。1942年1月1日，他將此任務託付給讓·穆蘭。穆蘭在1943年5月27日於巴黎創建第一次全國抵抗運動委員會的會議，確立了各個游擊隊組織的初步合作。
除了穆蘭和他的兩個助手：皮埃爾·穆尼耶和羅伯·香貝恩之外，有八個法國主要的抵抗運動組織、戰前六個主要政黨和兩個工會組織派出代表參加。
八個法國主要的抵抗運動組織名單如下：
- 皮耶爾·維隆 (民族陣線)
- 羅傑·科古昂 (解放者)
- 雅克·勒彭-普瓦內(抵抗者)
- 夏爾·勒宏 (北方解放運動)
- 帕斯卡·柯布 (南方解放運動)
- 雅克-亨利·西蒙 (公民武裝組織)
- 克勞德·布赫戴 (戰鬥)
- 尤金·克勞迪厄斯 (法蘭西義勇游擊隊)

經過穆蘭稍早的努力協調下，法蘭西義勇游擊隊和南方解放運動同意在1943年1月合併為「聯合抵抗運動」，並將兩者的武裝力量重組為「秘密軍」(Armée secrète)。
兩個工會組織名單如下：
- 路易·賽揚 (法國工會總同盟)
- 加斯東·泰西耶 (法國天主教總工會)

六個戰前法國主要政黨名單如下：
- 安德烈·梅西耶 (法國共產黨)
- 安德烈·勒圖克 (工人國際法國支部)
- 馬克·胡卡特 (激進社會黨)
- 喬治·皮杜爾 (人民民主黨)
- 約瑟夫·拉尼耶 (民主聯盟)
- 雅克·德布-布里戴爾 (共和聯盟)

## 讓·穆蘭被捕

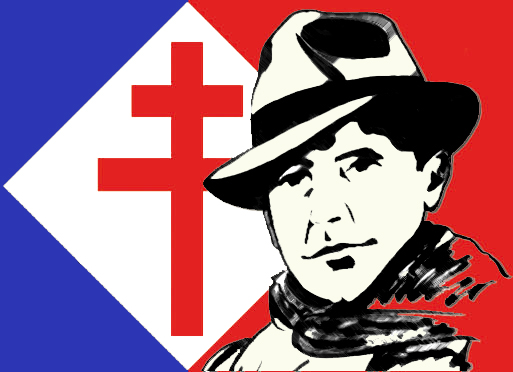
讓·穆蘭畫像和其典型的帽子和圍巾形象。 背景為洛林十字架

然而，全國抵抗運動委員會剛成立不久， 讓·穆蘭即遭到親衛隊逮捕。接下來三天穆蘭遭到蓋世太保克勞斯·巴比親自折磨，並可能在押往德國途中死亡。但他拒絕透漏任何隻字片語，他的犧牲讓委員會得以展開抵抗的工作。
穆蘭遇害之後，全國抵抗運動委員會建立新的辦公室，推派亞歷山大·帕羅迪為代表，喬治·皮杜爾為主席。1944年9月9日，路易·賽揚接替皮杜爾成為委員會主席。

## 政治綱領
1944年3月15日，經過幾個月的談判之後，委員會通過了抵抗運動的政治綱領，採用社會重建和計畫經濟為原則。該綱領分為兩大部分：一為近期目標，盡快解放國土並清除政府和民間的通敵者。二為遠期目標，藉由恢復普選、國有化產業和社會保險來重建國家。法國電力公司和法國興業銀行的國有化皆是該綱領精神的實現。